# Valls del Sió-Llobregós
Valls del Sió-Llobregós este o arie protejată (arie de protecție specială avifaunistică — SPA) din Spania întinsă pe o suprafață de 26.807,96 ha, integral pe uscat.

## Localizare
Centrul sitului Valls del Sió-Llobregós este situat la coordonatele 41°49′02″N 1°11′52″E / 41.8172°N 1.1978°E.

## Înființare
Situl Valls del Sió-Llobregós a fost declarat arie de protecție specială avifaunistică în ianuarie 2003 pentru a proteja 1 specie de plante și 57 de specii de animale.

## Biodiversitate
Situată în ecoregiunea mediteraneană, aria protejată conține 10 habitate naturale: Vegetație gipsofilă iberică (Gypsophiletalia), Păduri de pin mediteraneene cu pini mezogeni endemici, Păduri de Quercus ilex și Quercus rotundifolia, Pășuni mediteraneene udate de apa mării (Juncetalia maritimi), Pseudostepă cu ierburi și specii anuale de Thero-Brachypodietea, Matorral arborescenți cu Juniperus spp., Tufărișuri halo-nitrofile (Pegano-Salsoletea), Păduri de pin (sub-) mediteraneene cu pini negri endemici, Păduri iberice de Quercus faginea și Quercus canariensis, Galerii de Salix alba și de Populus alba.
La baza desemnării sitului se află mai multe specii protejate:
- plante (1): Petrocoptis montsicciana
- păsări (52): uliu porumbar (Accipiter gentilis gentilis), rață mare (Anas platyrhynchos), fâsă-de-câmp (Anthus campestris), Aquila fasciata, buha (Bubo bubo), pasărea ogorului (Burhinus oedicnemus), șorecarul comun (Buteo buteo), ciocârlie-cu-degete-scurte (Calandrella brachydactyla), caprimulg (Caprimulgus europaeus), Caprimulgus ruficollis, Certhia brachydactyla, șerpar (Circaetus gallicus), erete de stuf (Circus aeruginosus), erete vânăt (Circus cyaneus), erete cenușiu (Circus pygargus), porumbel de scorbură (Columba oenas), porumbel gulerat (Columba palumbus), dumbrăveancă (Coracias garrulus), prepeliță (Coturnix coturnix), Elanus caeruleus, presură de grădină (Emberiza hortulana), șoim de iarnă (Falco columbarius), șoim călător (Falco peregrinus), vânturel roșu (Falco tinnunculus), cinteză (Fringilla coelebs), ciocârlan (Galerida cristata), Galerida theklae, becațină comună (Gallinago gallinago), găinușă de baltă (Gallinula chloropus), acvilă pitică (Hieraaetus pennatus), capîntortură (Jynx torquilla), Lanius meridionalis, ciocârlie de pădure (Lullula arborea), ciocârlie de bărăgan (Melanocorypha calandra), prigoare (Merops apiaster), gaia neagră (Milvus migrans), gaia roșie (Milvus milvus), muscar sur (Muscicapa striata), pietrar mediteranean (Oenanthe hispanica), Oenanthe leucura, ciuf-pitic (Otus scops), Pyrrhocorax pyrrhocorax, mărăcinar negru (Saxicola torquatus), turturică (Streptopelia turtur), silvie roșcată (Sylvia cantillans), Sylvia conspicillata, silvie de tufiș (Sylvia undata), spârcaci (Tetrax tetrax), fluierarul de zăvoi (Tringa ochropus), pănțărușul (Troglodytes troglodytes), pupăză (Upupa epops), nagâț (Vanellus vanellus)
- mamifere (4): vidră de râu (Lutra lutra), liliac cu picioare lungi (Myotis capaccinii), liliac cărămiziu (Myotis emarginatus), liliacul mare cu potcoavă (Rhinolophus ferrumequinum)
- pești (1): Parachondrostoma miegii